# Joze to Tora to Sakanatachi
Joze to Tora to Sakanatachi (ジョゼと虎と魚たち lit. "Josee, el tigre y el pez" en japonés?) es una película de animación japonesa de 2020, basada en la novela homónima de Seiko Tanabe. La película está protagonizada por las voces de Taishi Nakagawa y Kaya Kiyohara. Está dirigida por Kotaro Tamura a partir de un guion de Sayaka Kuwamura, con diseños de personajes originales de Nao Emoto (que también creó un cómic complementario), diseños de personajes de Haruko Iizuka (que también actuó como supervisora principal de animación), y producción de animación de Bones. 
La película se estrenó en el noveno puesto de la taquilla japonesa en su primera semana de lanzamiento.

## Sinopsis
El encuentro casual entre un universitario que persigue sus sueños y una chica en silla de ruedas que no se atreve a soñar cambiará sus vidas para siempre.
Josee es una chica que ha estado postrada en una silla de ruedas desde su infancia y habita en su propio mundo de pinturas, libros e imaginación. Un día, cae por una pendiente y solo la oportuna aparición de Tsuneo evita que se estrelle contra el suelo. Tsuneo es un estudiante de biología marina con el sueño de ver algún día a un pez naranja que habita únicamente en México.
Como consecuencia de su encuentro casual, la abuela de Josee ofrece un trabajo a tiempo parcial a Tsuneo como cuidador de la muchacha. Aunque la egoísta y exigente Josee no le pone las cosas fáciles a Tsuneo, este decide no arrugarse ante ella. Fruto de ese toma y daca, la distancia que separa los corazones de ambos se reduce y Josee decide saltar con Tsuneo al mundo exterior con el que solo había soñado.

## Reparto
- Taishi Nakagawa como Tsuneo Suzukawa (鈴川恒夫 Suzukawa Tsuneo?)
- Kaya Kiyohara como Josee (ジョゼ Joze?)
- Yume Miyamoto como Mai Ninomiya (二ノ宮舞 Ninomiya Mai?)
- Kazuyuki Okitsu como Hayato Matsura (松良隼人 Matsura Hayato?)
- Lynn como Kana Kishimoto (岸本加奈 Kishimoto Kana?).

## Lanzamiento
La película estaba programada a ser estrenada a mediados de 2020, pero fue retrasada al 25 de diciembre de 2020, debido a la pandemia por COVID-19.
Funimation adquirió los derechos de la película para su lanzamiento en cines de Estados Unidos y Canadá. Anime Limited adquirió los derechos para su lanzamiento en Reino Unido e Irlanda, mientras que Madman Entertainment los adquirió para Oceanía, y la proyectó en cines de Nueva Zelanda a partir del 13 de mayo y en Australia a partir del 10 de junio de 2021. La película se proyectó en competición en el Festival Internacional de Cine de Animación de Annecy, que se celebró del 14 al 19 de junio de 2021.